# Muséum national d’histoire naturelle

Übersichtsplan des Muséum national d’histoire naturelle

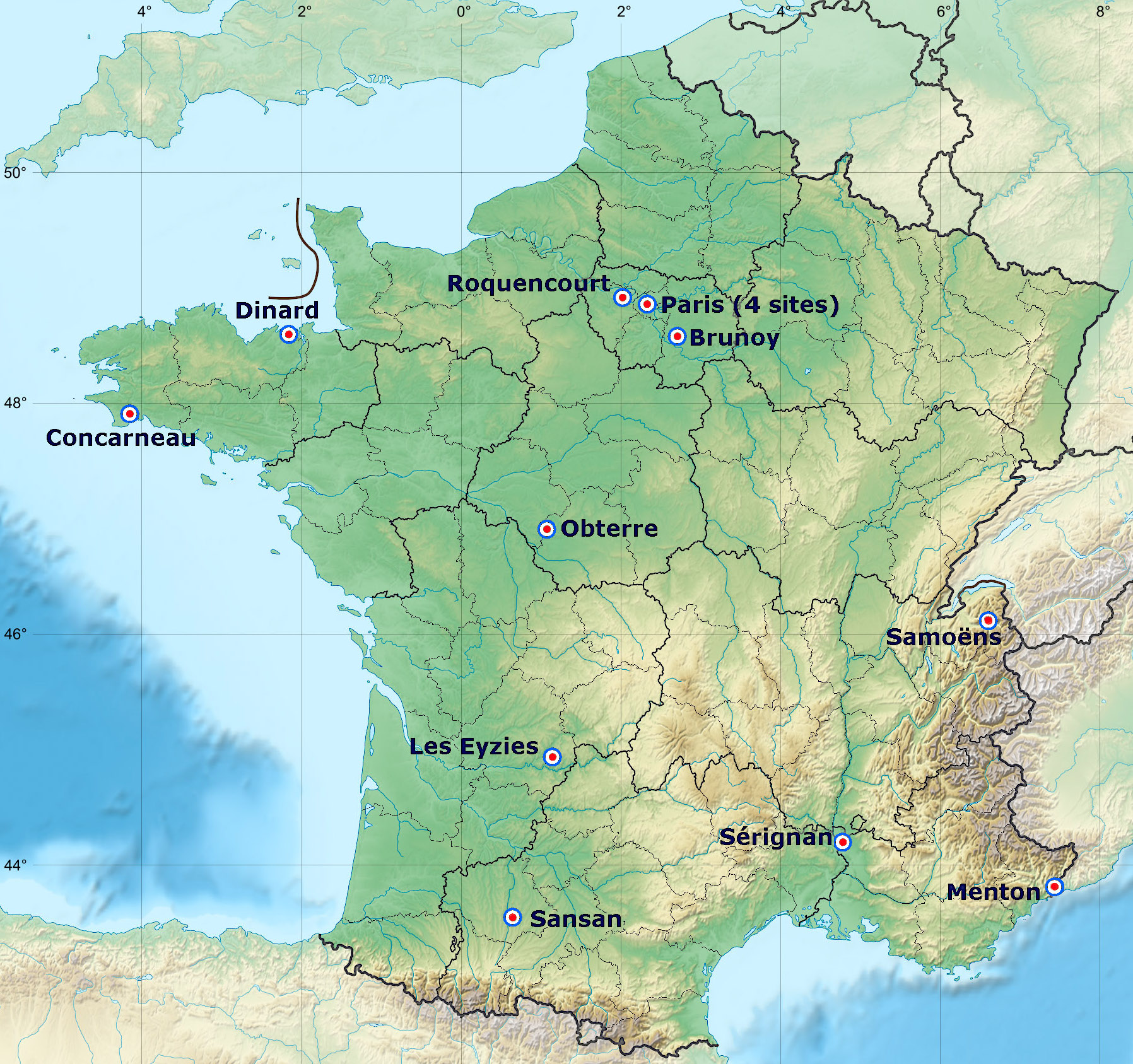
Andere Standorte in Frankreich.

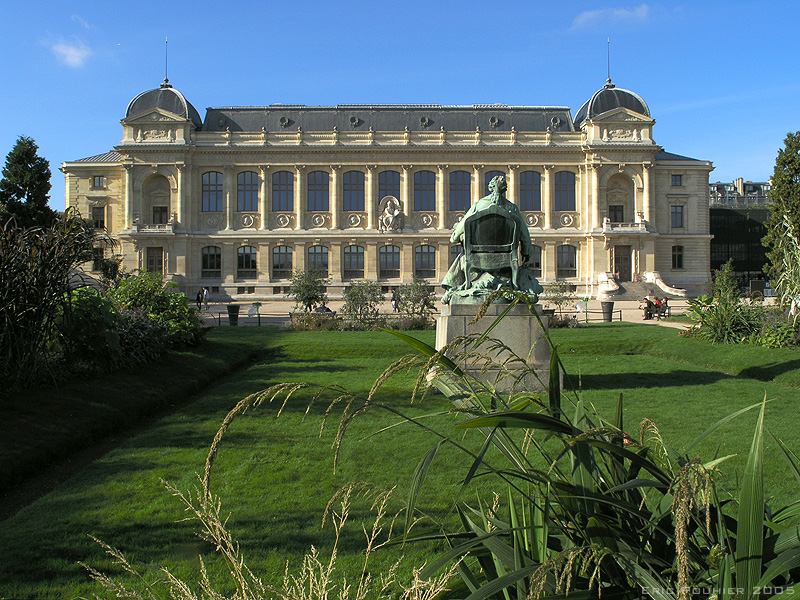
Buffon-Denkmal vor der Grande galerie de l’Evolution

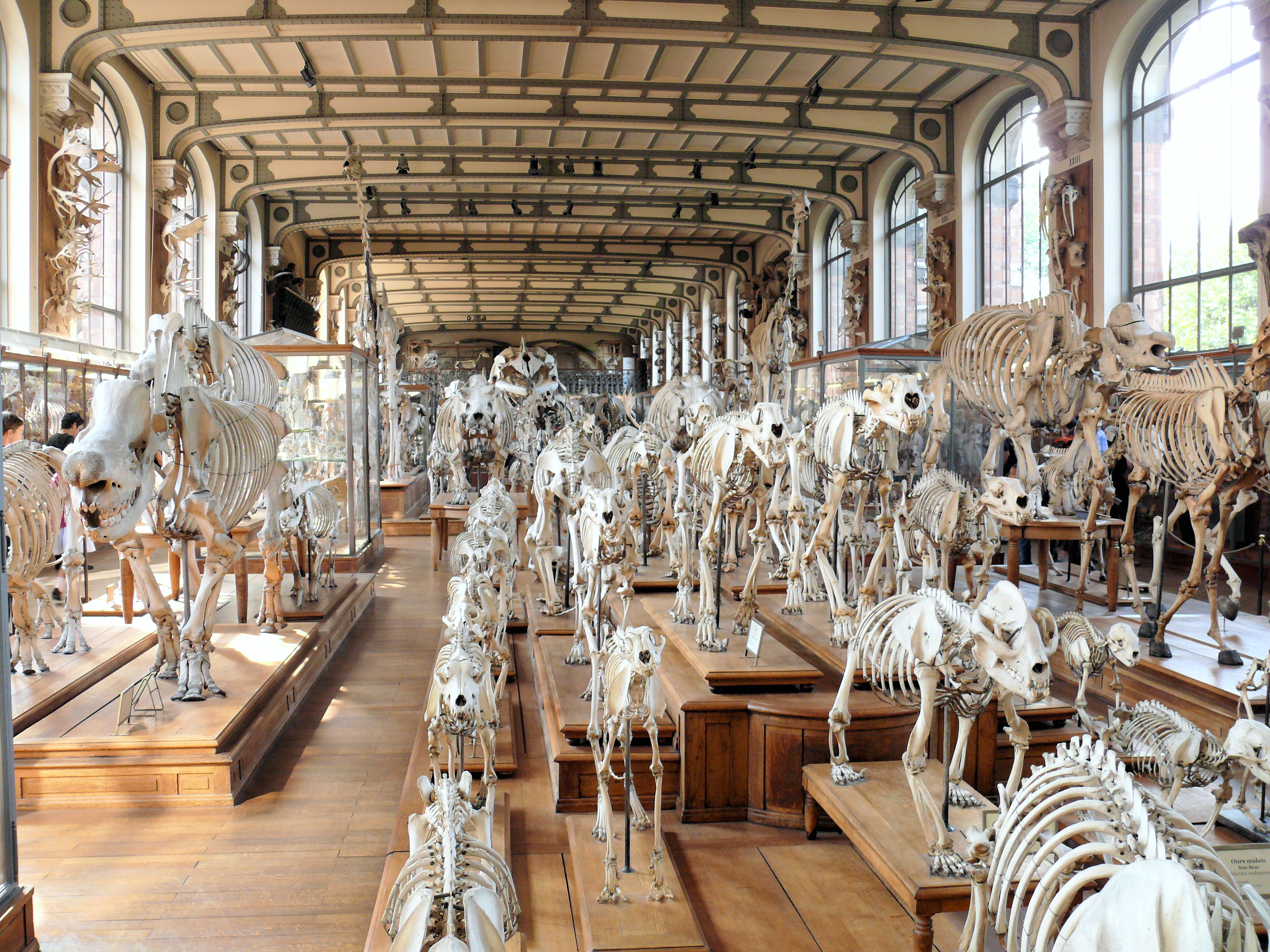
Galerie de Paléontologie et d’Anatomie Comparée
(Galerie der Paläontologie und der Vergleichenden Anatomie)

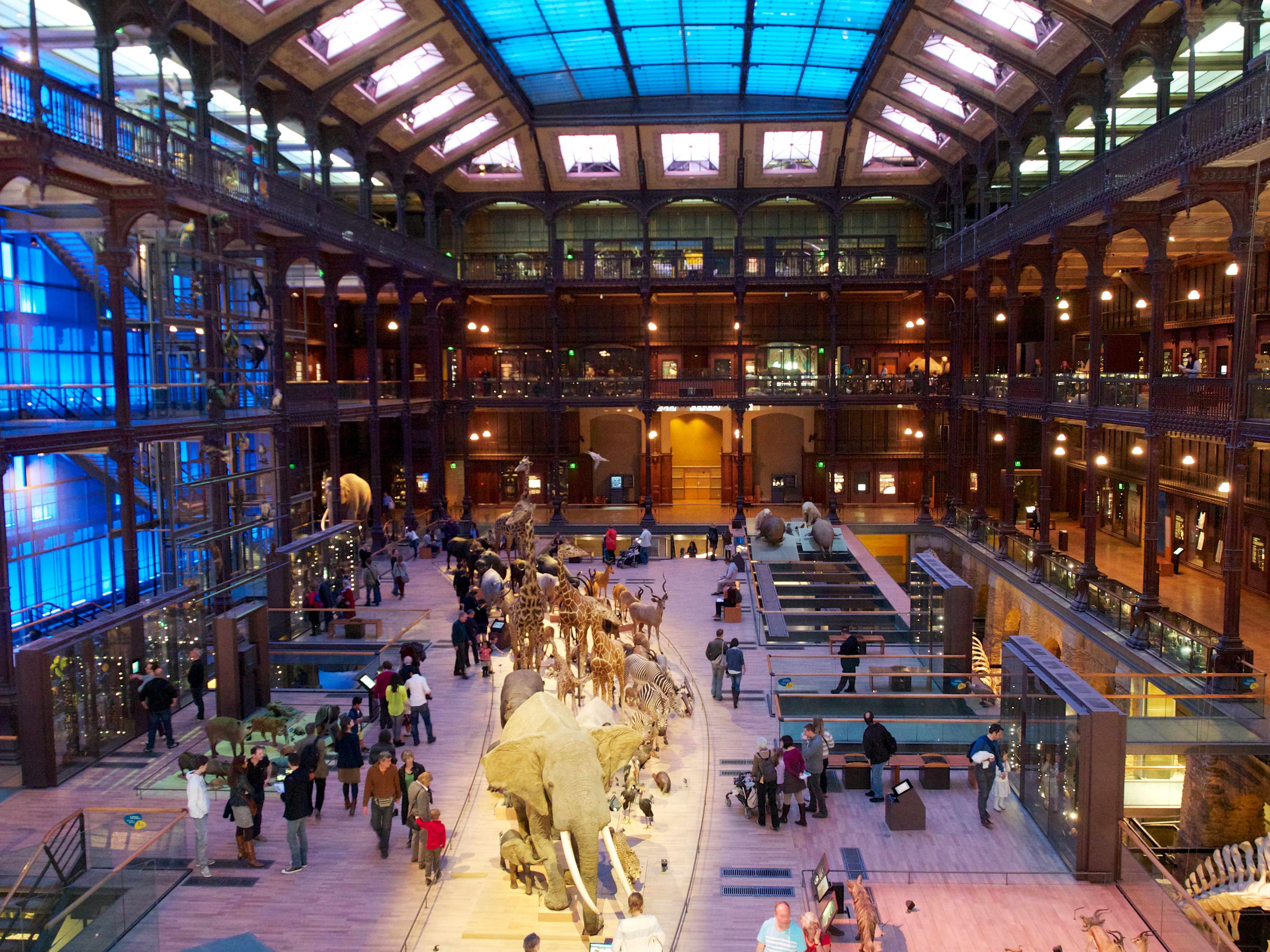
Grande galerie de l’évolution

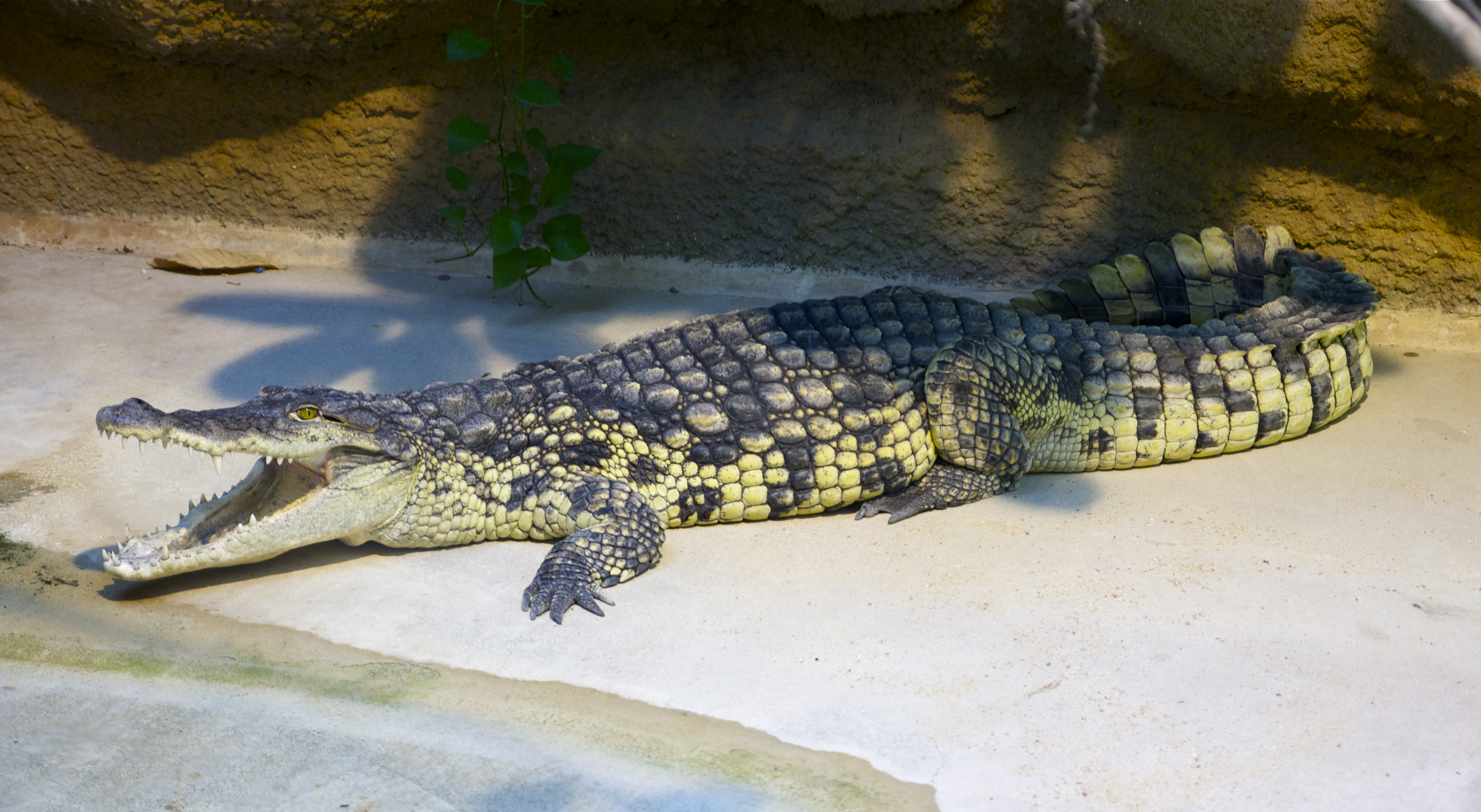
Nilkrokodil in der Ménagerie du Jardin des Plantes

Das Muséum national d’histoire naturelle (Sigel: MNHN; deutsch Nationales Naturkundemuseum) ist ein staatliches französisches Naturkundemuseum, an das eine Forschungs- und Bildungseinrichtung für Bio- und Geowissenschaften angeschlossen ist. Das Naturkundemuseum wurde am 10. Juni 1793 gegründet und hat den Status eines grand établissement. Es untersteht sowohl dem  Forschungs- als auch dem Umweltministerium. Der Hauptsitz befindet sich in Paris. Im Laufe der Geschichte kamen weitere Dependancen in Paris und in ganz Frankreich hinzu.
Seine wissenschaftlichen Sammlungen umfassen mehr als 55 Millionen Exponate, das MNHN hat damit die drittgrößte Sammlung der Welt. Am Hauptstandort in Paris befindet sich auch ein dem Museum angeschlossener Zoo, die Ménagerie du Jardin des Plantes.

## Geschichte
Die Ursprünge des Museums liegen im königlichen Heilpflanzengarten, dem Jardin royal des plantes médicinales, der von Ludwig XIII. im Jahre 1635 initiiert wurde; die Verwaltung oblag den königlichen Ärzten. Mit der Proklamation von Ludwig XV. an 31. März 1718 wurde die rein medizinische Funktion aufgehoben, so dass die Anlage nunmehr Jardin royal des plantes genannt wurde, später nur noch Jardin des plantes. Von 1739 bis 1788  Georges-Louis Leclerc de Buffon Intendant des Gartens.
Joseph Lakanal schlug der Konstituante vor, die Sammlungen von Louis V. Joseph de Bourbon, prince de Condé zur Einrichtung eines Museums zu verwenden. Nach einer Reorganisation wurde am 10. Juni 1793 das Museé national d’histoire naturelle mit zwölf Professuren von gleichem Rang neu gegründet. Einige ihrer frühen Professoren waren Georges Cuvier, Jean-Baptiste de Lamarck und Étienne Geoffroy Saint-Hilaire.
Als im März 1814 Paris von russischen und preußischen Truppen besetzt wurde, begannen marodierende Truppenteile den Jardin des Plantes zu zerstören. Durch die Unterstützung von Alexander von Humboldt, der dem preußischen König Friedrich Wilhelm III. als Begleiter diente, konnten die wissenschaftlichen Einrichtungen und Sammlungen vor den Raubzügen der Besatzungstruppen gerettet werden.
Nach dem Erhalt finanzieller Autonomie im Jahre 1907 begann eine neue Phase des Wachstums, während der Zwischenkriegszeit in ganz Frankreich. In den letzten Jahrzehnten richtete sich seine Forschungs- und Bildungsarbeit auf ein besseres Verständnis der Geo-, Bio- und Anthropodiversität, darunter auch die Auswirkungen der Ausbeutung des Menschen auf die Umwelt.

## Gegenwart
Heute ist das Museum ein Naturkundemuseum sowie eine Forschungseinrichtung für Bio- und Geowissenschaften. Seine Fachgebiete umfassen Zoologie, Botanik, Geologie und Paläontologie, samt abgeleiteten Disziplinen wie der Ökologie. Seine wissenschaftlichen Sammlungen, mit dem weltweit drittgrößten Gesamtbestand nach dem National Museum of Natural History der Smithsonian Institution in Washington und dem Londoner Natural History Museum, umfassen unter anderem 40 Millionen Insekten, 8 Millionen Blütenpflanzen und 7 Millionen sonstige Pflanzen, Algen und Pilze (Kryptogamen).

## Veröffentlichungen
Das Museum publizierte von 1839 bis 1861 die Archives du Muséum d’Histoire Naturelle.
Das Muséum National d’Histoire Naturelle gibt fünf wissenschaftliche Zeitschriften heraus, die kostenlos im Internet zugänglich sind: Geodiversitas (seit 2009) (ISSN 1280-9659), Zoosystema (ISSN 1280-9551), Adansonia (seit 2009) (ISSN 1280-8571), Anthropozoologica (ISSN 0761-3032) und das European Journal of Taxonomy (seit 2011) (ISSN 2118-9773).
Die wissenschaftlichen Publikationen des Museums bestehen derzeit aus sechs Sammlungen von Monographien: Mémoires, Archives, Des Planches et des Mots, Patrimoine géologique (Geologisches Erbe), Patrimoines naturels (Naturerbe) und Faune et Flore tropicales (Tropische Flora und Fauna).

## Angegliederte Institutionen
- Der Jardin des Plantes, Paris
- Der Zoo de Vincennes im Pariser Bois de Vincennes
- Das Musée de l’Homme, Paris
- Die Grande galerie de l’évolution, Paris
- Die Galerie de Minéralogie et de Géologie, Paris
- Die Galerie de Paléontologie et d’Anatomie Comparée, Paris
- Die Ménagerie du Jardin des Plantes, Paris
- Das Arboretum de Chèvreloup in Le Chesnay-Rocquencourt
- Der Parc zoologique de Clères
- Das Musée de la mer-Station maritime in Dinard
- Die Station de biologie marine in Concarneau
- Der Parc zoologique de la Haute-Touche in Obterre
- Das Musée du site de l’abri Pataud in Les Eyzies-de-Tayac-Sireuil
- Der Jardin botanique alpin La Jaÿsinia in Samoëns
- Der Jardin botanique exotique du Val Rameh in Menton
- Das Laboratoire d’écologie générale in Brunoy

## Die ersten zwölf Lehrstuhlinhaber (1793)
- Anatomie des animaux: Jean-Claude Mertrud (1728–1802) – bis 1802.
- Anatomie humaine: Antoine Portal (1742–1832) – bis 1832.
- Arts chimiques: Antoine-Louis Brongniart (1742–1804) – bis 1804.
- Chimie générale: Antoine-François Fourcroy – bis 1804.
- Botanique à la campagne: Antoine-Laurent de Jussieu – bis 1826.
- Botanique dans le muséum: René Desfontaines – bis 1833.
- Culture (agriculture et culture des Jardins, des arbres fruitiers et des bois): André Thouin – bis 1824.
- Zoologie (quadrupèdes, cétacés, oiseaux, reptiles, poissons): Étienne Geoffroy Saint-Hilaire – bis 1794.
- Zoologie (insectes, vers et animaux microscopiques): Jean-Baptiste de Lamarck – bis 1829.
- Minéralogie: Louis Jean Marie Daubenton – bis 1799.
- Géologie: Barthélemy Faujas de Saint-Fond – bis 1819.
- Iconographie naturelle: Gerard van Spaendonck – bis 1822.

## Direktoren
- 1793–1794: Louis Jean-Marie Daubenton
- 1794–1795: Antoine-Laurent de Jussieu
- 1795–1796: Bernard Germain Lacépède
- 1796–1798: Louis Jean-Marie Daubenton
- 1798–1800: Antoine-Laurent de Jussieu
- 1800–1801: Antoine-François Fourcroy
- 1802–1803: René Desfontaines
- 1804–1805: Antoine-François Fourcroy
- 1806–1807: René Desfontaines
- 1808–1809: Georges Cuvier
- 1810–1811: René Desfontaines
- 1812–1813: André Laugier
- 1814–1817: André Thouin
- 1818–1819: André Laugier
- 1820–1821: René Desfontaines
- 1822–1823: Georges Cuvier
- 1824–1825: Louis Cordier
- 1826–1827: Georges Cuvier
- 1828–1829: René Desfontaines
- 1830–1831: Georges Cuvier
- 1832–1833: Louis Cordier
- 1834–1835: Adrien de Jussieu
- 1836–1837: Michel-Eugène Chevreul
- 1838–1839: Louis Cordier
- 1840–1841: Michel-Eugène Chevreul
- 1842–1843: Adrien de Jussieu
- 1844–1845: Michel-Eugène Chevreul
- 1846–1847: Adolphe Brongniart
- 1848–1849: Adrien de Jussieu
- 1850–1851: Michel-Eugène Chevreul
- 1852–1853: André Marie Constant Duméril
- 1854–1855: Michel-Eugène Chevreul
- 1856–1857: Pierre Flourens
- 1858–1859: Michel-Eugène Chevreul
- 1860–1861: Isidore Geoffroy Saint-Hilaire
- 1862–1879: Michel-Eugène Chevreul
- 1879–1891: Edmond Frémy
- 1891–1900: Alphonse Milne-Edwards
- 1900–1919: Edmond Perrier
- 1919–1931: Louis Mangin
- 1932–1936: Paul Lemoine
- 1936–1942: Louis Germain
- 1942–1949: Achille Urbain
- 1950–1950: René Jeannel
- 1951–1965: Roger Heim
- 1966–1970: Maurice Fontaine
- 1971–1975: Yves Le Grand
- 1976–1985: Jean Dorst
- 1985–1990: Philippe Taquet
- 1990–1994: Jacques Fabriès
- 1994–1999: Henry de Lumley
- 2002–2006: Bernard Chevassus-au-Louis
- 2006–2008: André Menez
- 2009–2015: Gilles Bœuf
- 2015–2023: Bruno David
- 2023–: Gilles Bloch

## Filme
- Von Ratten und See-Elefanten. Die Welt des Pariser Naturkundemuseums. (Alternativtitel: Dans les coulisses du Muséum.) Dokumentarfilm, Frankreich, 2014, 52:30 Min., Buch: Cécile Dumas, Vincent Gaullier, Regie: Stéphane Bégoin, Produktion: arte France, CNRS Images, Morgane Groupe, TV5 Monde, deutsche Erstsendung: 26. September 2014 bei arte, Inhaltsangabe von arte.
- Die Ordnung der Dinge – Das „Museum National d’Histoire Naturelle“ in Paris. Dokumentarfilm, Deutschland, 1996, 35 Min., Buch und Regie: Eva Maek-Gérard, Produktion: Hessischer Rundfunk, Filmdaten von HeBIS.